# Tupoumahe'ofo
Tupoumoheofo var regerande drottning av Tonga omkring 1791-1793.  Hon var den tolfte Tu'i Kanokupolu i Tonga och den enda kvinna som burit den titeln. Ingen kvinna skulle sedan komma att regera Tonga förrän Salote Tupou III besteg tronen 1918.  

## Tidigt liv
Tupoumoheofo var genom födsel möjligen den högsta rankade personen på Tonga. Hennes mor var en Tamaha, det vill säga dottern till en Tuʻi Tonga Fefine och brorsdotter till en Tu'i Tonga, något som enligt den traditionella Tonganska hierarkin gav henne högre rang än kungen. Hennes far var Tupoulahi, den sjunde Kanokupolu. Tupoumoheofos bror Tu’ihalafatai blev den nionde Tu’i Kanokupolu. 
Själv gifte sig Tupoumoheofo med den 36:e Tu’i Tongan Paulaho som hans förstarangsmaka, moheofo. Paret hade flera döttrar men ingen son. Paulaho mördades vid en okänd tidpunkt mellan 1784 och 1791. Enligt obekräftade uppgifter låg Tupoumoheofo bakom mordet i allians med Tongatapus hövding Mumui.  

## Regeringstid
Omkring 1791 abdikerade Tongas elfte Tu'i Kanokupolu, Mulikiha’ame’a, av okända skäl. Enligt en teori var det Tupoumoheofo som tvingade honom att lämna ifrån sig makten. En ny monark skulle formellt väljas av ett råd, men i praktiken var det Tupoumoheofo som på grund av sin höga rang skulle utse efterträdaren och förklara honom som regent i kröningsceremonin. Mumui kandiderade och stöddes av sin son Tuku’aho av 'Eua. Istället lät Tupoumoheofo utropa sig själv till monark och Tu'i Kanokupolu i kröningsritualen på Tongatapu. 
Tuku’aho ifrågasatte hennes tronbestigning, men hon tillbakavisade honom genom att hänvisa till sin överlägsna rang. 1793 invaderades Tongatapu av Tuku’aho, som tillfångatog och avsatte henne. Han lät sedan utropa sin far till hennes efterträdare. På grund av hennes höga rang garanterades hennes säkerhet och hon tilläts bosätta sig på Vava’u. Hon samlade snart en armé och invaderade Tongatapu, men besegrades och förföljdes till Ha’apai, där hennes armé massakrerades. Tupoumoheofo själv fick återvända till Vava’u, där hon levde under beskydd av familjen Ulukalala, som var Tuku’aho fiender, till sin död.
År 1799 mördades Tuku’aho av Finau Ulukalala II. Familjen Ulukalala ska ha uppmuntrats till detta av Tupoumoheofo.

## Eftermäle
Traditionellt sett har hon beskrivits som en usurpator som missbrukade sin rang med ambitionen att manövrera sin son Fuanunuiava till makten. Historisk forskning bedömer dock att hennes rang i själva verket inte uteslöt en tronbestigning, och att Fuanunuiava var hennes styvson snarare än hennes son. Under den aktuella tidsperioden hade dessutom det gamla systemet, där makten delades jämnt mellan Tu’i Tonga, Tu'i Ha'atakalaua och Tu'i Kanokupolu, redan börjat lösas upp, då den sistnämnda i praktiken hade fått mest makt. 